# Ільїнка (Читинський район)
Ільї́нка (рос. Ильинка) — село у складі Читинського району Забайкальського краю, Росія. Входить до складу Новотроїцького сільського поселення.

## Населення
Населення — 379 осіб (2010; 438 у 2002).
Національний склад (станом на 2002 рік):
- росіяни — 100 %